# Берлинска мечка
Берлинската мечка (на немски: Berliner Bär) е гербова фигура, хералдично животно и символ на Берлин приблизително от 1280 г.
По една от версиите, мечка става гербово животно на Берлин благодарение на Албрехт Мечката, основателя на Бранденбургската марка, но тази теория не обяснява появяването на умалителната наставка -lein / -lin в названието на града, което в този случай би означавало „малка мечка“ или „мече“. Мнозинството от изследователите са склонни да приемат славянската версия за произхода на името на града от думата berl – „блато“, която в немски език чрез „народна етимология“ (асоциация, възникваща в резултат на подобие в звученето) се е превърнала в „Мече“.
Най-ранният от запазилите се през вековете печати с изображение на мечка е датиран от 22 март 1280 г. и е нанесен на писмо от гилдията на берлинските кожухари. 22 март се отбелязва в Берлин като Ден на берлинската мечка. На печата две мечки са изобразени като държащи щит с герба на Бранденбург – бранденбургския орел. Съвместното съществуване на берлинската мечка заедно с бранденбургския орел продължава до XIX век. В Берлин, станал резиденция на правителството на Прусия през 1709 г., мечката е изобразявана покорена, с нашийник, свидетелство за властта на пруския и на бранденбургския орли. Дивата берлинска мечка с рунтава козина и без нашийник се появява на герба на града от 1875 г. С образуването на Голям Берлин през 1935 г. берлинската мечка става единствената хералдична фигура на герба на Берлин и се изобразява с показващи се нокти, изправена на задните си лапи.
Берлинската мечка е популярен образ в изобразителното изкуство. На символа на Берлин е посветен Мечият фонтан в центъра на германската столица, до Фридрихсвердерската църква. Наградата на Берлинския кинофестивал е „Златна мечка“. 1200 берлински мечки са направени в рамките на арт-проекта United Buddy Bears.